# Dorfkirche Hartmannsdorf

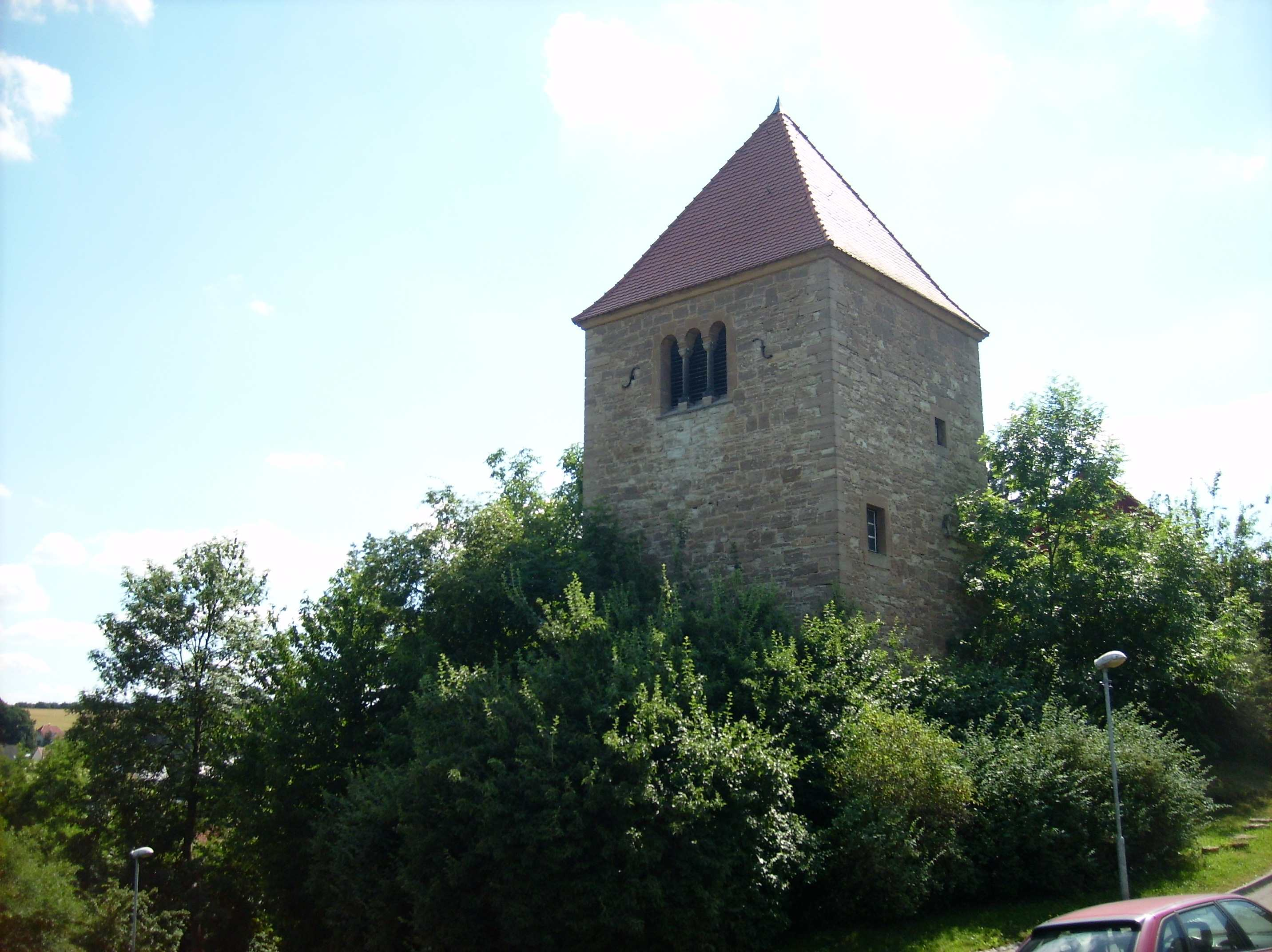
Der Glockenturm

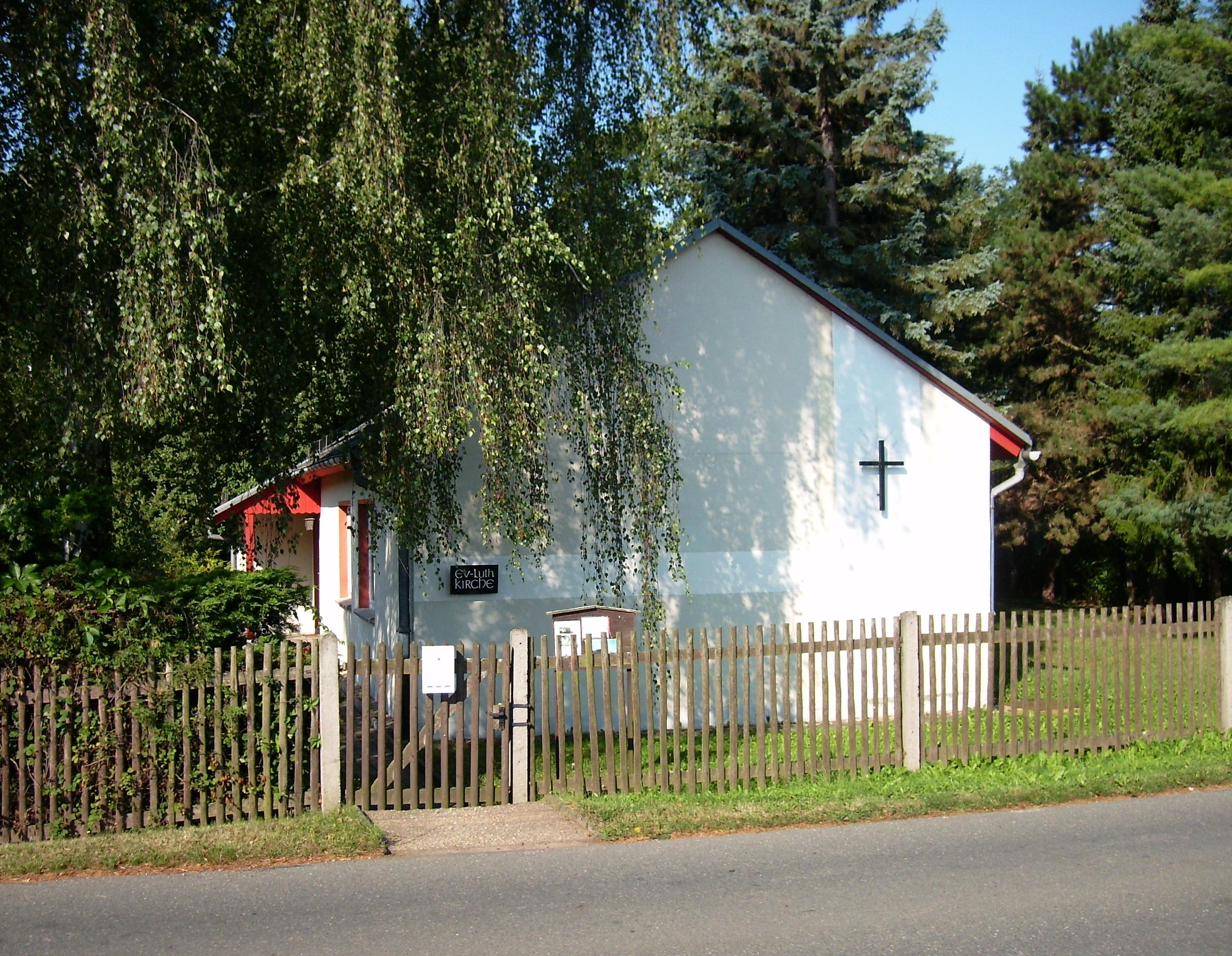
Die Kirche

Die evangelische Dorfkirche Hartmannsdorf, zugleich Gemeindezentrum, steht in der Gemeinde Hartmannsdorf im Saale-Holzland-Kreis in Thüringen. Sie gehört zum Pfarrbereich Bad Köstritz im Kirchenkreis Eisenberg der Evangelischen Kirche in Mitteldeutschland.
Weithin sichtbar steht am Gottesacker der Glockenturm von Hartmannsdorf im Tal.
Ursprünglich besuchten die Hartmannsdorfer den Gottesdienst in der westlich gelegenen Kirche in Rauda. In der ersten Hälfte des 20. Jahrhunderts erbauten sie auf dem Friedhof von Hartmannsdorf den Glockenturm. Später sollte die Kirche gebaut werden, aber der Zweite Weltkrieg machte die Pläne zum Bau der Kirche zunichte.
In den Jahren um 1960 erwarb man ein Gelände einer alten Ziegelei. In zwei Sommerlagern der Aktion Sühnezeichen beteiligten sich Jugendliche aus der DDR, Polen, Ungarn und der Tschechoslowakei beim Aufbau. 1968 wurde die Kirche eingeweiht.
Zum Gottesdienst läuten die Glocken des Friedhofturms.